# Прапор Старосинявського району
Прапор Старосинявського району — офіційний символ Старосинявського району Хмельницької області України, затверджений рішення сесії Старосинявської районної ради 15 грудня 2006 року.

## Опис
Прапор району являє собою прямокутне полотнище із співвідношенням сторін 2:3. Полотнище розділене на горизонтальні синю, червону і зелену смуги, які співвідносяться як 1:2:1. На червоній смузі — білий козацький хрест.